# Magical Destroyers
Magical Destroyers (魔法少女マジカルデストロイヤーズ, Mahō shōjo majikaru desutoroiyāzu) est une série télévisée d'animation japonaise originale créée par Jun Inagawa et animée par Bibury Animation Studios. La série est réalisée par Hiroshi Ikehata et écrite par Daishiro Tanimura. Elle est diffusée du 8 avril 2023 au 24 juin 2023 sur la plateforme Crunchyroll.

## Synopsis
Dans un Japon dystopique dans un futur proche, la SSC, une organisation mystérieuse, a endoctriné la majeure partie du Japon à accepter la destruction de la culture otaku. L'armée de l'organisation confisque les biens des otakus et les emmène dans des camps de concentration. Un groupe d'otakus, dirigée par un trio de Magical Girl nommées Anarchy, Blue et Pink et un jeune homme surnommé « Otaku Héro », décide de résister face au SSC. Après avoir passé trois ans à se battre dans la ville d'Akihabara, Anarchy décide de passer à l'offensive et de se réunir avec les autres magical girls pour récupérer leur culture qui leur a été privé par un régime oppressif.

## Personnages
Otaku Hero (オタクヒーロー, Otaku Hīrō)
Voix japonaise : Makoto Furukawa (ja)
Il s'agit du personnage principal dont le vrai nom est inconnu. Il dirige le front des otakus qui résiste contre l’oppression du SSC.
Anarchy / Kirara Akabane (アナーキー, Anākī)
Voix japonaise : Fairouz Ai
Il s'agit d'une Magical Girl qui est souvent de mauvaise humeur. Elle manie un bâton avec le symbole de l'anarchie intégré à son extrémité qui lui permet de créer et détruire différents objets. Anarchy souhaite vaincre le SSC afin de pouvoir redevenir une fille normale.
Blue / Blueberry Ai Kanda (ブルー, Burū)
Voix japonaise : Aimi (ja)
Il s'agit d'une Magical Girl qui est souvent extrêmement excitée et adorant le surströmming. Elle manie une faux de forme étrange qui peut couper à travers presque n'importe quoi. Son souhait est de voir un certain groupe de rock en live quand les SSC seront partis.
Pink (ピンク, Pinku)
Voix japonaise : Tomoyo Kurosawa (ja)
Il s'agit d'une Magical Girl qui dissimule son visage derrière un masque à gaz et parle avec un tic verbal que seul Blue semble comprendre. Elle brandit une grande seringue magique lui donnant le pouvoir de créer différents types de drogues. Son souhait est de travailler un jour dans un maid café.
Kyōtarō (狂太郎)
Voix japonaise : Tomori Kusunoki
Kyōtarō est une étrange mascotte flottante et parlante qui est souvent utilisée comme bouclier de viande en raison de sa capacité à se régénérer après tout type de dommage.
Shobon ()
Voix japonaise : Soma Saito
Il s'agit du chef du SSC. Sa véritable identité est inconnue, il porte un costume noir avec cravate et sa tête est couverte par une télévision blanche avec un visage dessiné sur le devant.
Slayer (スレイヤー, Sureiyā)
Voix japonaise : Yu Serizawa (ja)
Il s'agit d'une jeune femme vêtue avec un style gothique lolita se baladant toujours avec un parapluie et travaille pour Shobon.
Nick (ニック, Nikku)
Voix japonaise : Kazuyuki Okitsu
Il s'agit d'un otaku vétéran avec un vaste réseau d'information qui fournit un soutien et une formation à Otaku Hero.

## Production et diffusion
La série est créée par Jun Inagawa et animée par le studio Bibury Animation Studios,. Elle est réalisée par  Hiroshi Ikehata avec Masao Kawase  qui l'assiste et scénarisée par Daishiro Tanimura. Yuki Sawa s'occupe du design des personnages et Gin Hashiba compose la musique. La série est diffusée du 8 avril 2023 au 24 juin 2023 au Japon sur MBS TV, TBS et BS-TBS,. En France, la série est licenciée par Crunchyroll.
Aimi (ja) interprète le générique de début intitulé Magical Destroyer, tandis que The 13th tailor interprète le générique de fin intitulé Gospelion in a classic love.

### Liste des épisodes
| No | Titre français                                     | Titre japonais                 | Titre japonais                    | Date de 1re diffusion |
| No | Titre français                                     | Kanji                          | Rōmaji                            | Date de 1re diffusion |
| -- | -------------------------------------------------- | ------------------------------ | --------------------------------- | --------------------- |
| 1  | Akihabara sous les flammes de la révolution        | アキバに革命の炎燃ゆ           | Akiba ni Kakumei no Honō Moyu     | 8 avril 2023          |
| 2  | Renversez la cervelle rose                         | 桃色脳ミソを裏返せ             | Momoiro nō miso o uragaese        | 15 avril 2023         |
| 3  | Entends le vrombissement et crève                  | エキゾーストノートを聞いて逝け | Ekizōsuto nōto o kiite ike        | 22 avril 2023         |
| 4  | Tournoi de natation avec magiciennes à gogo        | 魔法少女だらけの水泳大会       | Mahō Shōjo darake no suiei taikai | 29 avril 2023         |
| 5  | Deuxième incident de Nanako                        | 第二次中野事変                 | Dai-niji Nakano jihen             | 6 mai 2023            |
| 6  | La veille de la révolution                         | 革命前夜                       | Kakumei zenya                     | 13 mai 2023           |
| 7  | Chant funèbre dédié aux tricheurs                  | チーターどもへ捧げよ挽歌       | Chītā-domo e sasageyo banka       | 20 mai 2023           |
| 8  | Spoiler !                                          | わんく！                       | Wan ku!                           | 27 mai 2023           |
| 9  | Déferlante de frère et sœur relou                  | やべぇ兄妹が押し寄せる         | Yabe e kyoudai ga oshiyoseru      | 3 juin 2023           |
| 10 | La chute du parlement, l'attaque révolutionnaire ! | 陥とせ議事堂 革命総進撃！      | Kakumei sō shingeki!              | 10 juin 2023          |
| 11 | Magical Destroyers                                 |                                |                                   | 17 juin 2023          |
| 12 | Aimer autant qu'il nous plaît                      | 好きなものを好きなだけ         | Suki na mono o suki na dake       | 24 juin 2023          |